# Hovås/Billdal IF
Hovås/Billdal IF ist ein schwedischer Fußballverein mit Sitz in Hovås und Billdal in der Gemeinde Göteborg. Der 2001 gegründete Verein entstand durch eine Fusion der beiden Traditionsklubs Hovås IF und Billdals BK. Der Verein zählt über 1000 Mitglieder und ist dem Göteborgs Fotbollförbund angeschlossen. Aktuell (Saison 2024) spielen die Männer in der Division 4 Göteborg und die Frauen in der Division 3 Göteborg.

## Geschichte

### Hovås IF (1943–2000)

#### Herrenfußball
Hovås IF wurde am 5. Dezember 1943 in Hovås, Göteborg gegründet. Die erste Teilnahme am Ligabetrieb erfolgte 1944/45 in der Göteborgs Kvalifikationsserie, in der man den dritten Platz belegte. In den folgenden Jahren gelang der Aufstieg bis in die zweithöchste Liga, die man 1969 nach dem Gewinn der Division 3 Südwest-Götaland erreichte. Der Verein spielte dort zwei Jahre lang, traf unter anderen auf IFK Göteborg, GAIS und Degerfors IF, stieg jedoch 1971 als Vorletzter wieder ab.
Zwischen 1972 und 1988 war Hovås IF in der Division 3 aktiv, mit Ausnahme der Saison 1993. Trotz Meistertiteln in der Division 3 (1977, 1983) gelang kein erneuter Aufstieg. 1997 fiel der Verein in die Division 5 zurück und löste sich im Jahr 2000 auf. Hovås IF nahm 21-mal am Svenska Cupen teil, erreichte aber keine bedeutende Runde.

#### Frauenfußball
Die Frauenabteilung wurde 1980 gegründet und startete in der Division 6 Göteborg B. In den ersten beiden Saisons gelangen direkte Aufstiege. 1984 erreichte das Team die drittklassige Division 3, in der es insgesamt neun Spielzeiten absolvierte. 1996 wurde man Vizemeister, ein Aufstieg gelang jedoch nicht. Nach der Saison 1997 wurde die Frauenabteilung aufgelöst.

### Hovås HC
1986 gründete Hovås IF eine Eishockeyabteilung namens Hovås HC, die bis heute existiert. Die Frauenmannschaft spielte u. a. in den Saisons 2010/11, 2012/13 und 2014/15 in der Division 1 und 2021/22 in der Nationella Damhockeyligan, der höchsten Liga im schwedischen Frauen-Eishockey.

### Billdals BK (1970–2000)
(Quelle: )

#### Herrenfußball
Billdals BK wurde 1970 gegründet und startete in der Klasse 4 C Göteborg. Die höchste Spielklasse erreichte das Team mit der Division 4 von 1990 bis 1992. Bis zur Auflösung 2000 spielte der Klub hauptsächlich in der Division 6 Göteborg B.

#### Frauenfußball
Die Frauenabteilung bestand nur zwei Jahre. 1999 wurde das Team Meister der Division 5 Göteborg A und stieg in die Division 4 auf, wo man Dritter wurde. Nach der Fusion mit Hovås IF wurde die Mannschaft 2000 aufgelöst.

## Hovås/Billdal IF (seit 2001)

### Herrenfußball
Die Männer starteten 2001 in der Division 5, stiegen aber direkt ab. Von 2007 bis 2014 spielte der Verein sieben Saisons in der Division 4 Göteborg, mit Platz 4 im Jahr 2011 als bestem Ergebnis. Nach einem Abstieg in die Division 6 folgte 2022 der Meistertitel, dem zwei weitere Aufstiege folgten. In der Saison 2024 wurde Hovås/Billdal IF Meister der Division 4 Göteborg B und wird voraussichtlich erstmals in der Division 3 antreten.

### Frauenfußball
Die Frauenmannschaft ist das sportlich erfolgreichste Team des Vereins. Zwischen 2011 und 2017 spielte sie sieben Jahre in der zweithöchsten Liga (Söderettan/Elitettan). Im Jahr 2022 folgte der Abstieg in die viertklassige Division 3 Göteborg. 2015 wurde Maja Göthberg für die schwedische U19-Nationalmannschaft nominiert. Im Svenska Cupen erreichte das Team 2014/15 das Viertelfinale, wo es mit 0:2 gegen Linköpings FC ausschied.

### Frauen-Reserveteam
Ein Reserveteam der Frauen existierte in den Jahren 2016–2017 und 2019–2020. 2020 wurde das Team Vizemeister in der Division 3 Göteborg A und anschließend eingestampft.

## Futsal
Hovås/Billdal IF unterhielt auch Futsal-Abteilungen:
- Männer: 2004/05 und 2011/12
- Frauen: 2011–2018

Die Frauenmannschaft wurde Futsalmeister Göteborgs in der Saison 2012/13 und gewann 2018 den von Råslätts SK jährlich organisierten Fußballturnier den Råslättscupen in Jönköping.

## Jugendfußball
Die Jugendmannschaften sowohl der Jungen als auch der Mädchen nehmen regelmäßig am Gothia Cup teil – einem internationalen Jugendfußballturnier in Göteborg, an dem jedes Jahr tausende Teams aus der ganzen Welt teilnehmen.
Beim aktuellen Gothia Cup 2025 erreichten die 16-jährigen Jungen in der Gruppe 35 die Silbermedaille. Sie besiegten US Gouvieux 2 mit 2:1 und Norrala IF mit 1:0, verloren aber gegen die deutschen Teams SV Westfalia Rhyern und SC Rönnau 74.
Ein großer Erfolg gelang auch 2013 der U19-Frauenmannschaft des Vereins, die bis ins Finale ihrer Altersklasse vordrang. Dort traf sie auf den kanadischen Klub Vancouver Whitecaps und unterlag mit 0:2.

## Stadion
Die Heimspielstätte des Vereins ist die Hovås Billdal Arena im Stadtteil Billdal in Göteborg. Sie verfügt über zwei Kunstrasenplätze: ein Großfeld für 11-gegen-11-Spiele sowie ein Kleinfeld für 7-gegen-7-Partien. Früher spielte der Verein im Hovåsvallen im Stadtteil Hovås.

## Erfolge

### Hovås IF (Männer)
- Göteborg-Serie Klass 3 West: 1948/49
- Göteborg-Serie Klass 2 West: 1954/55
- Göteborg-Serie Klass 1 West: 1955/56, 1961
- Division 4 Meister: 1962, 1967, 1992
- Division 3 Meister: 1969, 1977, 1983

### Hovås IF (Frauen)
- Division 6 Meister: 1980
- Division 5 Meister: 1981, 1989
- Division 4 Meister: 1984, 1991
- Division 3 Vizemeister: 1996

### Billdals BK (Männer)
- Division 8 Meister: 1982
- Division 7 Meister: 1987
- Division 5 Vizemeister: 1989

### Billdals BK (Frauen)
- Division 5 Meister: 1999

### Hovås/Billdal IF (Männer)
- Division 6 Meister: 2004, 2022
- Division 5 Meister: 2023
- Division 4 Meister: 2024

### Hovås/Billdal IF (Frauen)
- Division 4 Meister: 2002
- Division 3 Meister: 2005
- Division 2 Meister: 2010
- 7 Spielzeiten in der Elitettan/Söderettan (2. Liga): 2011–2017
- Svenska Cupen 2014/15: Viertelfinale

### Hovås/Billdal IF II (Frauen)
- Division 3 Göteborg A: Vizemeister 2020

### Futsal
- Göteborg Futsal-Damen: Meister 2012/13
- Råslättscupen: Sieger 2018

### Gothia Cup
- 2013: Girls-19 – Finalist (0:2 gegen Vancouver Whitecaps)
- 2025: Boys-15, Gruppe 35 – 2. Platz

## Bekannte Spielerinnen und Spieler

### Hovås IF
- Sören Börjesson – bis 1997
- Rune Börjesson – 1949–1952 (Jugend), 1964–1967 (Herren)
- Niklas Skoog – Jugend
- Björn Nordqvist – 1988

### Hovås/Billdal IF (Frauen)
- Jessica Julin – 2014–2015
- Maja Göthberg – 2014/15 (U19-Nationalspielerin)
- Paulina Nyström – 2014–2017
- Anna Tamminen – 2017

### Hovås HC (Eishockey)
- Felizia Wiker-Zienkiewicz – 2012–2015